# AGRU-Front
AGRU-Front, amtliche Kurzbezeichnung für „Technische Ausbildungsgruppe für Front-U-Boote“, war ein im September 1941 von der Kriegsmarine auf der Halbinsel Hela nördlich von Danzig eingerichtetes Schulungszentrum für U-Boot-Besatzungen. Die AGRU-Front verlegte im März 1945 von Hela nach Bornholm und im April nach Eckernförde.

## Aufgabe
Bei der AGRU-Front erfolgte unter frontähnlichen Bedingungen die Ausbildung und Schulung der Besatzungen und ihrer Kommandanten. Erfahrene Ausbilder simulierten alle möglichen Arten von Ausfällen, um die Besatzungen auf jedmögliche Überraschung unter Gefechtsbedingungen vorzubereiten. Die Ausbildung dauerte 1944 wegen der Dringlichkeit, Boote schnellstmöglich zum Einsatz zu bringen, nur noch durchschnittlich neun Tage, konnte jedoch bei unzureichendem Fortschritt verlängert werden. Nach erfolgreich abgeschlossener Ausbildung erhielt ein Boot das „AGRU-Frontreifzeichen“ (die sogenannte „Fahrgenehmigung“). 

## Beischiffe
Der AGRU-Front zugewiesene Beischiffe waren:
- die Swakopmund, die von April 1942 bis Kriegsende als Kommandantur-, Wohn- und Zielschiff bei der AGRU-Front diente;
- die Odin, die ab 1942 vor allem als Zielschiff diente.

## Kommandeure
| Von            | Bis         | Dienstgrad                           | Name        |
| -------------- | ----------- | ------------------------------------ | ----------- |
| September 1941 | Mai 1944    | Kapitänleutnant (Ing.) / KKpt (Ing.) | Hans Müller |
| Mai 1944       | 8. Mai 1945 | KzS (Ing.)                           | Kurt Heintz |